# Eminia holubii
Eminia holubii är en ärtväxtart som först beskrevs av William Botting Hemsley, och fick sitt nu gällande namn av Paul Hermann Wilhelm Taubert. Eminia holubii ingår i släktet Eminia och familjen ärtväxter. Inga underarter finns listade i Catalogue of Life.